# Isabel (sèrie de televisió)
Isabel és una sèrie de televisió espanyola produïda per Diagonal TV per a Televisió Espanyola basada en el regnat d'Isabel I de Castella, amb Michelle Jenner en el paper principal.

## Actors
| Personaje                        | Actor                 |
| -------------------------------- | --------------------- |
| Isabel I de Castella             | Michelle Jenner       |
| Ferran II d'Aragó                | Rodolfo Sancho        |
| Enric IV de Castella             | Pablo Derqui          |
| Joana de Portugal                | Bárbara Lennie        |
| Juan Pacheco                     | Ginés García Millán   |
| Alfonso Carrillo de Acuña        | Pedro Casablanc       |
| Gonzalo Chacón                   | Ramon Madaula         |
| Gutierre de Cárdenas             | Daniel Grao           |
| Isabel de Portugal i de Bragança | Clara Sanchís         |
| Alfonso de Castilla              | Victor Elías          |
| Gonzalo Fernández de Córdoba     | Sergio Peris-Mencheta |
| Joan II d'Aragó                  | Jordi Banacolocha     |
| Diego Pacheco                    | Javier Rey            |